# Peter Nitsche
Peter Nitsche  (* 23. Mai 1933 in Breslau, Schlesien; † 24. Dezember 2018) war ein deutscher Historiker und Osteuropahistoriker mit dem Schwerpunkt der russischen Mediävistik.

## Leben und Werk
Seine Kindheit verlebte Peter Nitsche in Breslau und Bad Lauchstädt bei Merseburg. Die Grundschule besuchte er in Breslau, das Gymnasium in Breslau und Merseburg. Nach dem Abitur studierte er Slawistik bei Eugen Häusler in Halle sowie bei Reinhold Olesch und osteuropäische Geschichte bei Günther Stökl in Köln. Ein Studienjahr verbrachte er als Stipendiat des Deutschen Akademischen Austauschdienstes in Belgrad. Vor allem die Kölner Studienjahre beeinflussten Nitsches Werdegang und seine Interessen für Philologie und das russische Mittelalter. Das Studienjahr in Belgrad prägte sein Verständnis für die Geschichte, Sprache und Mentalität der Völker des ehemaligen Jugoslawien. 1961 beendete er sein Studium mit einer sprachwissenschaftlichen Dissertation über das Thema „Die geographische Terminologie des Polnischen“.
Seine ersten Berufsjahre zeigten bereits seine Interessenverlagerung zur osteuropäischen Geschichte und zeitgeschichtlich-politischen Fragestellungen. So war er zunächst als wissenschaftlicher Mitarbeiter am „Ostkolleg“ der „Bundeszentrale für politische Bildung“ beschäftigt. Von 1964 bis 1972 war er als Hochschulassistent am Seminar für osteuropäische Geschichte der Universität zu Köln bei Stökl tätig. In dieser Zeit übersetzte er große Teile einer der wichtigsten Quellen zur Geschichte Russlands im Hoch- und Spätmittelalter, nämlich des sogenannten „Moskauer svod vom Ende des 15. Jahrhunderts“, einer Chronik, die wie keine andere den Aufstieg Moskaus vom unbedeutenden Teilfürstentum zum politischen und kirchlichen Zentrum im Nordosten des damaligen Russlands beschreibt. Aus einem anderen Blickwinkel beleuchtete er den Aufstieg Moskaus in seiner Habilitationsschrift „Großfürst und Thronfolger. Die Nachfolgepolitik der Moskauer Herrscher des Rjurikidenhauses“. Sie wurde zu einem Standardwerk der deutschen Russlandmediävistik. Nitsche habilitierte sich 1971 an der Universität Köln.
1973 erhielt Nitsche eine Professur für osteuropäische Geschichte an der Universität Münster. Schon ein Jahr später 1974 folgte er dem Ruf – als Nachfolger von Georg von Rauch – auf die ordentliche Professur für Osteuropäische Geschichte am gleichnamigen Seminar der Christian-Albrechts-Universität zu Kiel. Viele Jahre lang war er in der universitären Selbstverwaltung tätig, im Senat der Christiana Albertina, im Fakultätskonvent und zwei Jahre (1978/79) als Dekan der Philosophischen Fakultät und zwei weitere als Prodekan. In gemeinsamen Kolloquien und Tagungen pflegte er als Beauftragter des Lektorats die Zusammenarbeit der Kieler Historiker mit der Adam-Mickiewicz-Universität in Posen.
Er verfasste zahlreiche Publikationen, Monographien, Beiträge in Sammeleditionen und Aufsätze. In seinen Publikationen, in Vorlesungen und Seminaren versuchte er stets, gegen Vorurteile und Stereotype über die osteuropäischen Völker anzugehen. Eine wichtige Aufgabe erblickte er in der Vermittlung wissenschaftlicher Erkenntnisse über den Rahmen der Hochschule hinaus an breitere Kreise der Bevölkerung. In diesem Zusammenhang hielt er im Rahmen der „Schleswig-Holsteinischen Universitäts-Gesellschaft“ weit über 300 Vorträge in vielen verschiedenen Städten und Dörfern Schleswig-Holsteins. Von 1986 bis 1994 war er Wissenschaftlicher Leiter dieser Gesellschaft.
1998 wurde Nitsche emeritiert.

## Schriften (Auswahl)
Monographien
- Die geographische Terminologie des Polnischen (= Slavistische Forschungen. 4, ISSN 0583-5437). Böhlau, Köln u. a. 1964, (Zugleich: Köln, Universität, Dissertation, 1961).
- Der Aufstieg Moskaus. Auszüge aus einer russischen Chronik. Übersetzt, eingeleitet und erklärt. 2 Bände. Verlag Styria, Graz u. a. 1966–1967;
  - Band 1: Bis zum Beginn des 15. Jahrhunderts (= Slavische Geschichtsschreiber. 4, ZDB-ID 184472-6). 1966;
  - Band 2: Vom Beginn des 15. bis zum Beginn des 16. Jahrhunderts (= Slavische Geschichtsschreiber. 5). 1967.
- Großfürst und Thronfolger. Die Nachfolgepolitik der Moskauer Herrscher bis zum Ende des Rjurikidenhauses (= Kölner historische Abhandlungen. 21). Böhlau, Köln u. a. 1972, ISBN 3-412-96372-0 (Zugleich: Köln, Universität, Habilitations-Schrift, 1971).

- Die Mongolenzeit und der Aufstieg Moskaus (1240–1538). In: Manfred Hellmann, Klaus Zernack, Gottfried Schramm (Hrsg.): Handbuch der Geschichte Rußlands. Band 1: Manfred Hellmann (Hrsg.): Bis 1613. Von der Kiever Reichsbildung bis zum Moskauer Zartum. Halbband 1. Hiersemann, Stuttgart 1981, ISBN 3-7772-8111-5, S. 534–715.
- „Nicht an die Griechen glaube ich, sondern an Christus“. Russen und Griechen im Selbstverständnis des Moskauer Staates an der Schwelle zur Neuzeit, Droste, Düsseldorf 1991 (= Studia humaniora. Series minor, Band 4), ISBN 3-7700-0822-7.

Herausgeberschaften
- Der Aufstieg Moskaus. Auszüge aus einer russischen Chronik, 2 Bände, Styria, Graz 1966/1967 (= Slavische Geschichtsschreiber, Band 4 und 5).
- Die Anfänge des Moskauer Staates (= Wege der Forschung. 340). Darmstadt, Wissenschaftliche Buchgesellschaft 1977, ISBN 3-534-05784-8.
- Die Osteuropa-Bestände der Eutiner Landesbibliothek, Boyens, Heide 1989 (= Kataloge der Eutiner Landesbibliothek, Band 1), ISBN 3-8042-0473-2.
- Preußen in der Provinz. Beiträge zum 1. Deutsch-Polnischen Historikerkolloquium im Rahmen des Kooperationsvertrages zwischen der Adam-Mickiewicz-Universität Poznań und der Christian-Albrechts-Universität zu Kiel, Lang, Frankfurt am Main 1991 (= Kieler Werkstücke. Reihe F, Beiträge zur osteuropäischen Geschichte, Band 1), ISBN 3-631-42727-1.
- Die Nachfolgestaaten der Sowjetunion. Beiträge zu Geschichte, Wirtschaft und Politik (= Kieler Werkstücke. Reihe F: Beiträge zur osteuropäischen Geschichte. Bd. 3). Herausgegeben unter Mitarbeit von Jan Kusber. Peter Lang, Frankfurt am Main u. a. 1994, ISBN 3-631-47794-5.